# Avon (Minnesota)
Avon – miasto w Stanach Zjednoczonych, w stanie Minnesota, w hrabstwie Stearns.